# Brackley Town F.C.

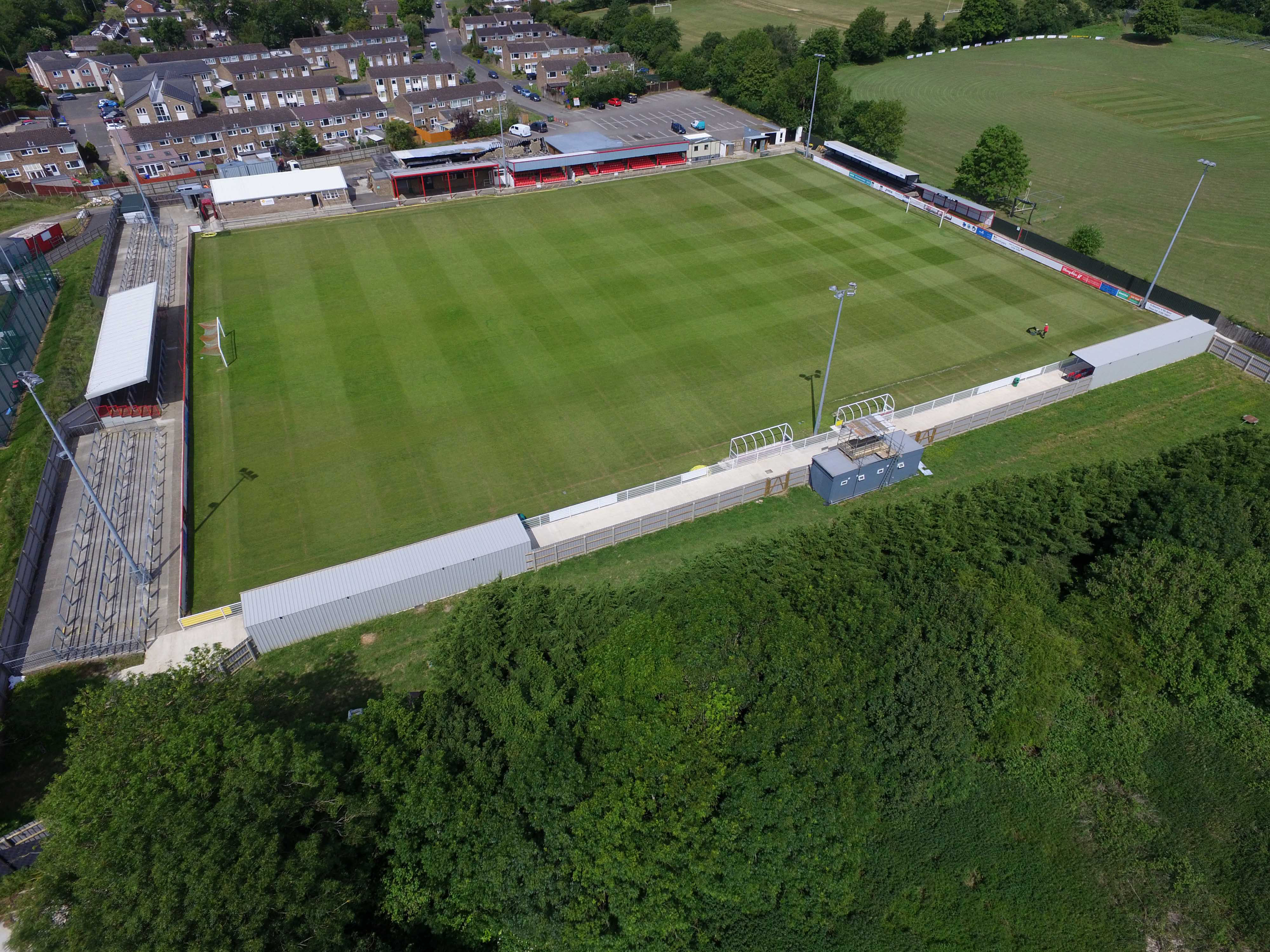
Sân St James, Brackley nhìn từ trên cao- tháng 7 năm 2020

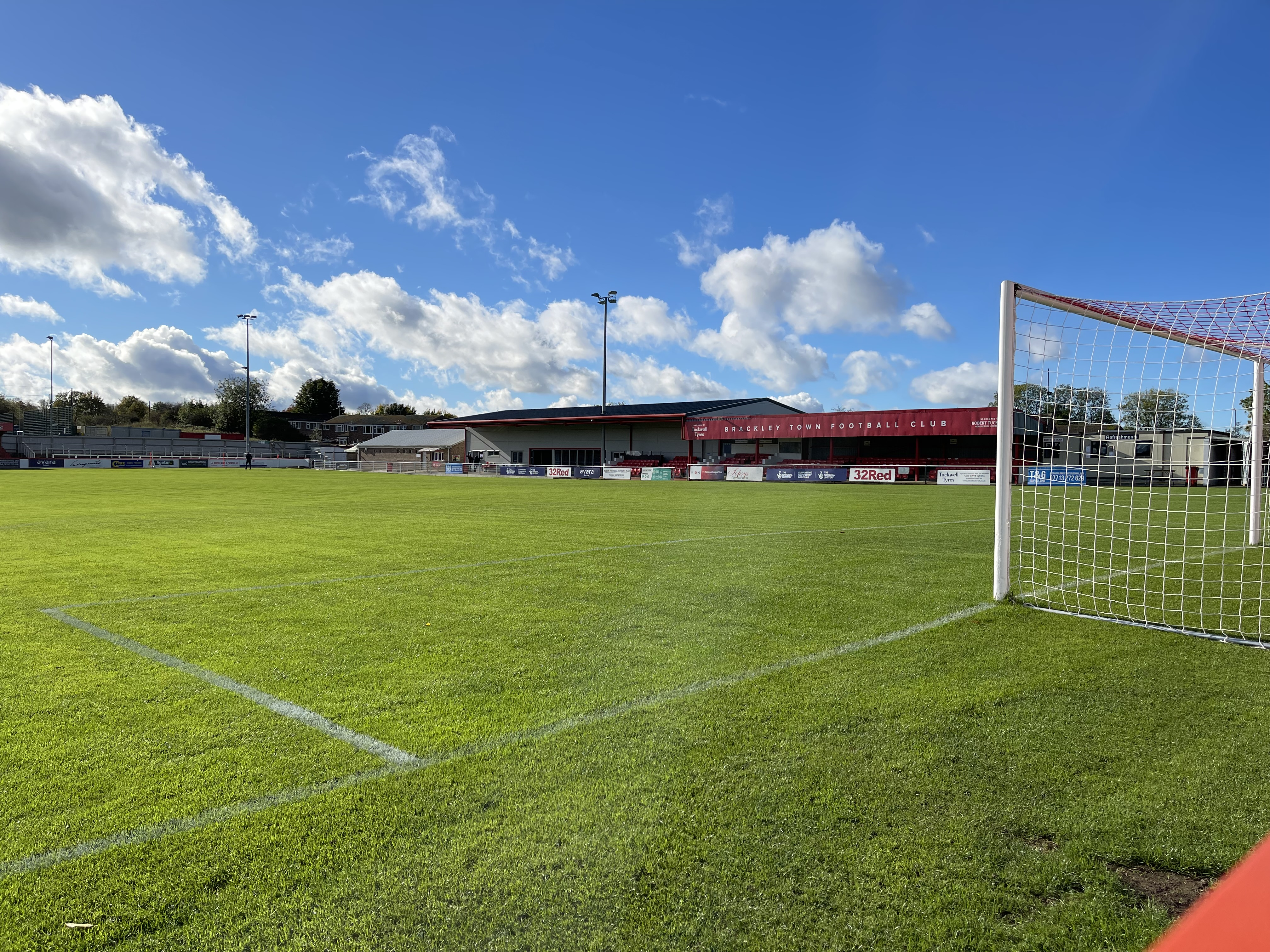
Khán đài chính của sân, tháng 7 năm 2015

Brackley Town FC là một câu lạc bộ bóng đá có trụ sở tại Brackley, Northamptonshire, Anh. Đội bóng hiện thi đấu ở National League North, cấp độ thứ 6 của bóng đá Anh, và có sân nhà tại St. James Park. Câu lạc bộ đã từng vô địch FA Trophy vào năm 2018.

## Danh hiệu
- FA Trophy
  - Nhà vô địch mùa giải 2017–18[1]
- Southern League
  - Nhà vô địch Premier Division mùa giải 2011–12[2]
  - Nhà vô địch Division One Midlands mùa giải 2006–07[2]
- Hellenic League
  - Nhà vô địch Premier Division các mùa giải 1996–97, 2003–04[2]
  - Nhà vô địch Knock-Out Cup mùa giải 1982–83[3]
  - Nhà vô địch Supplementary Cup mùa giải 2003–04[2]
- United Counties League
  - Nhà vô địch Division One mùa giải 1983–84[2]
- Northamptonshire Senior Cup
  - Nhà vô địch các mùa giải 2010–11, 2011–12, 2014–15
- Maunsell Cup
  - Nhà vô địch các mùa giải 2011–12, 2012–13